# Howard Pyle

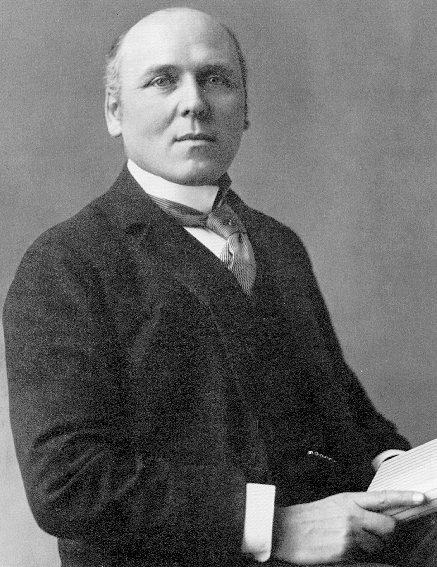
Howard Pyle

Howard Pyle (ur. 5 marca 1853 w Wilmington w stanie Delaware, zm. 9 listopada 1911 we Florencji) – amerykański ilustrator, malarz i pisarz, brat Katharine Pyle. Ostatnie kilka lat życia spędził we Florencji.
Jest autorem wydanej w 1883 roku powieści „Wesołe przygody Robin Hooda" ("The Merry Adventures of Robin Hood of Great Renown in Nottinghamshire"). Książka ta jest najsłynniejszą adaptacją przygód tego legendarnego bandyty i wydawana jest po dziś dzień. Pierwszy raz została wydana w Polsce w 1961, a w 1974 roku ukazała się w kolekcji Klasyka Młodych nakładem  wydawnictwa Iskry.